# Liste der Kulturdenkmale in Laucha an der Unstrut

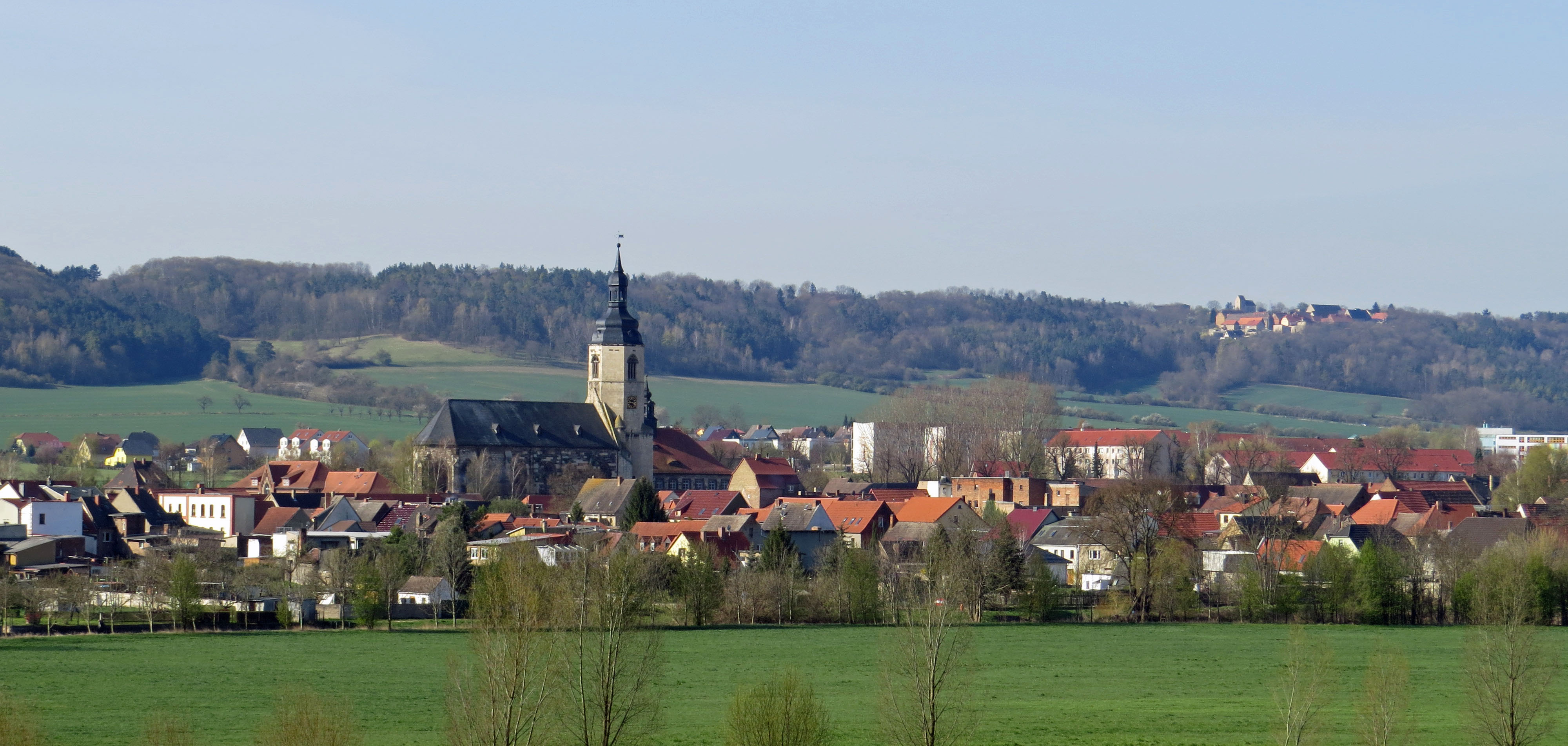
Blick auf Laucha an der Unstrut und ins Unstruttal

In der Liste der Kulturdenkmale in Laucha an der Unstrut sind alle Kulturdenkmale der Gemeinde Laucha an der Unstrut und ihrer Ortsteile aufgelistet. Grundlage ist das Denkmalverzeichnis des Landes Sachsen-Anhalt, das auf Basis des Denkmalschutzgesetzes des Landes Sachsen-Anhalt vom 21. Oktober 1991 durch das Landesamt für Denkmalpflege und Archäologie Sachsen-Anhalt erstellt und seither laufend ergänzt wurde (Stand: 31. Dezember 2023).

## Kulturdenkmale nach Ortsteilen

### Laucha an der Unstrut
| Lage | Bezeichnung              | Beschreibung | Erfassungs- nummer | Ausweisungsart                   | Bild |
| --- | ------------------------ | --- | ------------------ | -------------------------------- | --- |
| (Karte) | Stadtmauer               | | 094 83008          | Baudenkmal                       | Weitere Bilder |
| Am Stadtfeld unmittelbar an der Bahnlinie in Sichtweite des Obertores, Gemarkung Laucha, Flur 6, Flurstück 946/121 (Karte) | Gartenhaus               | Gartenhaus Gartenhaus im Stil des Historismus aus Nebraer Buntsandstein, auf einem Sockel aus Naturstein, quadratischer Grundriss und Zeltdach, Weinberghauses mit profiliertem Kegelsims, Fenstergewänden und kleiner Terrasse mit Balusterbrüstung. Ungewöhnliches Zeugnis einer anspruchsvollen Gartenarchitektur vor der Stadt. | 107 05094          | Baudenkmal                       | BW |
| Bahnhof 3 (Karte) | Bahnhof Laucha (Unstrut) | Bahnhof | 094 30135          | Baudenkmal                       | Weitere Bilder |
| Bahnhof-Straße 3 (Karte) | Postamt                  | | 094 30006          | Baudenkmal                       | BW |
| Bahnhof-Straße 6 (Karte) | Wohnhaus                 | | 094 83039          | Baudenkmal                       | Weitere Bilder |
| Bahnhofstraße 6, Obere Hauptstraße 5, 7, 9, 11, 13, 15, 17, 19, 21, 23, 25, 27, 29, 31, 33, 35, 37, 39, 41, 43, 45, Obere Stadtmauer 1, 3 (Karte) | Gasse                    | Gasse am 11. Februar 2016 als Denkmal ausgewiesen | 107 05078          | Teilobjekt eines Denkmalbereichs | BW |
| Bahnhof-Straße 1 bis 4, 6 (Karte) | Straßenzug               | Straßenzug | 094 83037          | Teilobjekt eines Denkmalbereichs | BW |
| Bahnhof-Straße/Oberpromenade (Karte) | Kriegerdenkmal           | | 094 83038          | Baudenkmal                       | Kriegerdenkmal |
| Bäckergasse 1 Töpfergasse 1b, 2, 3, 4, 6 (Karte) | Straßenzug               | Straßenzug | 094 83058          | Teilobjekt eines Denkmalbereichs | [[Vorlage:Bilderwunsch/code!/C:51.224018,11.683057!/D:Bäckergasse 1 Töpfergasse 1b, 2, 3, 4, 6,!/\|BW]] |
| Bäckergasse, Bahnhof-Straße, Gartenstraße, Große Salzstraße, Hallesche Straße, Herrenstraße, Kieth-Straße, Kleine Salzstraße, Markt, Mühlstraße, Obere Hauptstraße, Obere Krautgasse, Siedegarten, Thomae-Platz, Töpfergasse, Untere Hauptstraße, Untere Krautgasse (Karte) | Stadtgrundriss           | | 094 83062          | Denkmalbereich                   | [[Vorlage:Bilderwunsch/code!/C:51.224451,11.6769!/D:Bäckergasse, Bahnhof-Straße, Gartenstraße, Große Salzstraße, Hallesche Straße, Herrenstraße, Kieth-Straße, Kleine Salzstraße, Markt, Mühlstraße, Obere Hauptstraße, Obere Krautgasse, Siedegarten, Thomae-Platz, Töpfergasse, Untere Hauptstraße, Untere Krautgasse,!/\|BW]] |
| Gartenstraße 1, 3, 4, 5, 7, 9, 11, 12, 13 (Karte) | Straßenzug               | Straßenzug | 094 83059          | Teilobjekt eines Denkmalbereichs | BW |
| Glockenmuseumstraße 2a (Karte) | Glockengießerei          | als Glockenmuseum genutzte ehemalige Glockengießerei | 094 83060          | Baudenkmal                       | Weitere Bilder |
| Große Salzstraße 1 (Karte) | Wohnhaus                 | | 094 83045          | Baudenkmal                       | Wohnhaus |
| Große Salzstraße 9 (Karte) | Wohnhaus                 | | 094 83046          | Baudenkmal                       | Wohnhaus |
| Große Salzstraße 1 bis 10, 10a, 10b, 11 bis 20 (Karte) | Straßenzug               | Straßenzug | 094 83044          | Teilobjekt eines Denkmalbereichs | Straßenzug |
| Große Salzstraße 16 (Karte) | Wohnhaus                 | | 094 83047          | Baudenkmal                       | BW |
| Große Salzstraße 17 (Karte) | Wohnhaus                 | | 094 83048          | Baudenkmal                       | BW |
| Hallesche Straße (Karte) | Schleuse Laucha          | Schiffsschleuse an der Unstrut | 094 83034          | Baudenkmal                       | Weitere Bilder |
| Hallesche Straße 1 bis 19, 21, 23, 25, 27 (Karte) | Straßenzug               | Straßenzug | 094 83029          | Teilobjekt eines Denkmalbereichs | BW |
| Hallesche Straße 15 (Karte) | Wohnhaus                 | | 094 83030          | Baudenkmal                       | Wohnhaus |
| Hallesche Straße 17 (Karte) | Wohnhaus                 | | 094 83031          | Baudenkmal                       | Wohnhaus |
| Hallesche Straße 19 (Karte) | Wohnhaus                 | | 094 83032          | Baudenkmal                       | Wohnhaus |
| Hallesche Straße 21 (Karte) | Wohnhaus                 | | 094 83033          | Baudenkmal                       | BW |
| Hallesche Straße 27 (Karte) | Transformatorenstation   | | 094 83028          | Baudenkmal                       | Transformatorenstation |
| Herrenstraße 6 (Karte) | Wohnhaus                 | | 094 83055          | Baudenkmal                       | BW |
| Herrenstraße 1 bis 18, 18a (Karte) | Straßenzug               | Straßenzug | 094 83054          | Teilobjekt eines Denkmalbereichs | BW |
| Hirschrodaer Straße 1 (Karte) | Friedhof                 | | 094 83061          | Denkmalbereich                   | BW |
| Kieth-Straße 1 bis 12, 12a, 12b, 13, 15, 17, 19, 21, 23, 27, 29, 31, 33, 35, 37, 39, 41, 43, 45, 47 (Karte) | Straßenzug               | Straßenzug | 094 83025          | Teilobjekt eines Denkmalbereichs | BW |
| Kieth-Straße 15 (Karte) | Wohnhaus                 | | 094 83027          | Baudenkmal                       | BW |
| Kleine Salzstraße 2 (Karte) | Wohnhaus                 | | 094 83053          | Baudenkmal                       | Weitere Bilder |
| Kleine Salzstraße 1 bis 6, 8, 10 (Karte) | Straßenzug               | Straßenzug | 094 83052          | Teilobjekt eines Denkmalbereichs | BW |
| Markt 1 (Karte) | Rathaus                  | | 094 83041          | Baudenkmal                       | Weitere Bilder |
| Markt 1 bis 9 (Karte) | Platz                    | Platz | 094 83040          | Teilobjekt eines Denkmalbereichs | Platz |
| Mühlstraße 1 (Karte) | Mühle                    | Tittel-Mühle | 094 83050          | Baudenkmal                       | Weitere Bilder |
| Mühlstraße 1, 2, 2a, 3, 4, 6, 8, 10, 12, 14, 16, 18 (Karte) | Straßenzug               | Straßenzug | 094 83049          | Teilobjekt eines Denkmalbereichs | Straßenzug |
| Mühlstraße 12 (Karte) | Kontor                   | | 094 83051          | Baudenkmal                       | Kontor |
| Nebraer Straße 1 (Karte) | Portal                   | | 094 83007          | Baudenkmal                       | BW |
| Obere Hauptstraße 1 (Karte) | Wohnhaus                 | | 094 83012          | Baudenkmal                       | Wohnhaus |
| Obere Hauptstraße 2 (Karte) | Wohn- und Geschäftshaus  | | 094 83013          | Baudenkmal                       | BW |
| Obere Hauptstraße 4 (Karte) | Wohnhaus                 | | 094 83609          | Baudenkmal                       | BW |
| Obere Hauptstraße 1 bis 31, 33, 35, 37, 39, 41, 43, 45 (Karte) | Straßenzug               | Straßenzug | 094 83011          | Teilobjekt eines Denkmalbereichs | Straßenzug |
| Obere Hauptstraße 10 (Karte) | Wohnhaus                 | | 094 83014          | Baudenkmal                       | Weitere Bilder |
| Obere Hauptstraße 12 (Karte) | Wohnhaus                 | | 094 83015          | Baudenkmal                       | Wohnhaus |
| Obere Hauptstraße 14 (Karte) | Wohnhaus                 | | 094 83016          | Baudenkmal                       | Wohnhaus |
| Obere Hauptstraße 16 (Karte) | Wohnhaus                 | | 094 83017          | Baudenkmal                       | Wohnhaus |
| Obere Hauptstraße 18 (Karte) | Wohnhaus                 | | 094 83018          | Baudenkmal                       | BW |
| Obere Hauptstraße 37 (Karte) | Wohnhaus                 | | 094 83019          | Baudenkmal                       | Weitere Bilder |
| Obere Hauptstraße Obere Stadtmauer 1 (Karte) | Stadttor                 | Obertor | 094 83009          | Baudenkmal                       | Weitere Bilder |
| Obere Krautgasse 1 bis 23 (Karte) | Straßenzug               | Straßenzug 2023 wurde im Denkmalverzeichnis, möglicherweise versehentlich, die Ausweisung von Denkmalbereich zu Kleindenkmal verändert. Es könnte die Ausweisung als Teilobjekt eines Denkmalbereichs gemeint gewesen sein. | 094 83056          | Teilobjekt eines Denkmalbereichs | BW |
| Schützenhausplatz (Karte) | Kriegerdenkmal           | | 094 83010          | Baudenkmal                       | Kriegerdenkmal |
| Siedegarten 1 bis 15 (Karte) | Straßenzug               | Siedegarten | 094 83035          | Teilobjekt eines Denkmalbereichs | Straßenzug |
| Siedegarten 15 (Karte) | Ziegelei                 | Ziegeleihof | 094 83036          | Baudenkmal                       | BW |
| Thomae-Platz (Karte) | Kirche                   | St. Marien | 094 83024          | Baudenkmal                       | Weitere Bilder |
| Thomae-Platz 5 (Karte) | Schule                   | Ratsschule, auch alte Schule, altes Rektorat | 094 83043          | Baudenkmal                       | Weitere Bilder |
| Thomae-Platz 3, 4, 5, 7, 9, 11 (Karte) | Platz                    | Platz | 094 83042          | Teilobjekt eines Denkmalbereichs | BW |
| Untere Hauptstraße 2 (Karte) | Wohnhaus                 | | 094 83021          | Baudenkmal                       | Wohnhaus |
| Untere Hauptstraße 6 (Karte) | Wohnhaus                 | | 094 83022          | Baudenkmal                       | BW |
| Untere Hauptstraße 1 bis 30, 32, 34, 36 (Karte) | Straßenzug               | Straßenzug | 094 83020          | Teilobjekt eines Denkmalbereichs | BW |
| Untere Hauptstraße 22, 24, 26, 28, 30, 32, 36a, Untere Stadtmauer 35 (Karte) | Gasse                    | Gasse am 18. Dezember 2015 als Denkmal ausgewiesen | 107 05077          | Teilobjekt eines Denkmalbereichs | BW |
| Untere Hauptstraße 23 (Karte) | Stadttor                 | | 094 83023          | Baudenkmal                       | BW |
| Untere Krautgasse 1 bis 45 (Karte) | Straßenzug               | Straßenzug | 094 83057          | Teilobjekt eines Denkmalbereichs | BW |

### Burgscheidungen
| Lage                                  | Bezeichnung             | Beschreibung                                  | Erfassungs- nummer | Ausweisungsart               | Bild           |
| ------------------------------------- | ----------------------- | --------------------------------------------- | ------------------ | ---------------------------- | -------------- |
| Am Schulplatz 32 (Karte)              | Verwalterhaus           |                                               | 094 83532          | Baudenkmal                   | Verwalterhaus  |
| Kastanienallee 74 (Karte)             | Wohnhaus                |                                               | 094 83533          | Baudenkmal                   | BW             |
| Lindenring 28 (Karte)                 | Inschriftstein          |                                               | 094 83534          | Kleindenkmal                 | BW             |
| Schloßbergstraße (Karte)              | Kirche                  |                                               | 094 83535          | Baudenkmal                   | Weitere Bilder |
| Schloßbergstraße 1 (Karte)            | Mühle                   |                                               | 094 30050          | Baudenkmal                   | Mühle          |
| Schloßbergstraße 47 (Karte)           | Pfarrhaus               |                                               | 094 83536          | Baudenkmal                   | Pfarrhaus      |
| Schloßbergstraße 54 (Karte)           | Hospital                |                                               | 094 83537          | Baudenkmal                   | BW             |
| Schloßbergstraße 56, 56a, 56b (Karte) | Schloss Burgscheidungen | Schloss                                       | 094 83538          | Baudenkmal                   | Weitere Bilder |
| Schloßbergstraße 56, 56a, 56b (Karte) | Park                    | barocker Park, 2017 als Denkmal ausgewiesen   | 094 83538 001      | Teilobjekt eines Baudenkmals | Weitere Bilder |
| Schloßbergstraße 58 (Karte)           | Stall                   |                                               | 094 83539          | Baudenkmal                   | BW             |
| Weinbergsweg 49 (Karte)               | Schnitterkaserne        | Schnitterkaserne 2020 als Denkmal eingetragen | 107 05106          | Baudenkmal                   | BW             |

### Dorndorf (Laucha)
| Lage                                             | Bezeichnung         | Beschreibung | Erfassungs- nummer | Ausweisungsart | Bild           |
| ------------------------------------------------ | ------------------- | ------------ | ------------------ | -------------- | -------------- |
| Südöstlich der Ortslage hoch am Unstrutsteilhang | Weinberghaus        |              | 094 30064          | Baudenkmal     |                |
| Am Flugplatz 4, 6, 7 (Karte)                     | Schule              |              | 094 83490          | Baudenkmal     | Weitere Bilder |
| Dorfstraße (Karte)                               | Dorfkirche Dorndorf | Kirche       | 094 83487          | Baudenkmal     | Weitere Bilder |
| Dorfstraße 8 (Karte)                             | Portal              |              | 094 83489          | Baudenkmal     | BW             |
| Dorfstraße 9, 10 (Karte)                         | Häusergruppe        |              | 094 83488          | Denkmalbereich | BW             |

### Kirchscheidungen
| Lage                              | Bezeichnung                | Beschreibung        | Erfassungs- nummer | Ausweisungsart | Bild           |
| --------------------------------- | -------------------------- | ------------------- | ------------------ | -------------- | -------------- |
| Am Lohberg 72, 73, 74, 77 (Karte) | Rittergut Kirchscheidungen | Gutshof, Oberes Gut | 094 83584          | Baudenkmal     | Weitere Bilder |
| Am Lohberg 81 (Karte)             | Pfarrhof                   |                     | 094 83589          | Baudenkmal     | BW             |
| Am Plan 51 (Karte)                | Bauernhof                  |                     | 094 83585          | Baudenkmal     | BW             |
| Lindenstraße (Karte)              | Kriegerdenkmal             |                     | 094 83590          | Baudenkmal     | Kriegerdenkmal |
| Lindenstraße 1, 2 (Karte)         | Gutshof                    | Unteres Gut         | 094 83592          | Baudenkmal     | Gutshof        |
| Lindenstraße 28 (Karte)           | Portal                     |                     | 094 83593          | Baudenkmal     | BW             |
| Lindenstraße 90 (Karte)           | Wohnhaus                   |                     | 094 83594          | Baudenkmal     | BW             |
| Lindenstraße 97 (Karte)           | Bauernhof                  |                     | 094 83595          | Baudenkmal     | BW             |
| Schmale Gasse (Karte)             | Kirche                     |                     | 094 83995          | Baudenkmal     | Weitere Bilder |
| Schmale Gasse 64 (Karte)          | Bauernhof                  |                     | 094 83591          | Baudenkmal     | BW             |
| Schmale Gasse 67 (Karte)          | Bauernhof                  |                     | 094 83588          | Baudenkmal     | BW             |
| Zur Unstrut (Karte)               | Denkmal                    |                     | 094 83596          | Baudenkmal     | Denkmal        |

### Plößnitz
| Lage                           | Bezeichnung | Beschreibung | Erfassungs- nummer | Ausweisungsart | Bild           |
| ------------------------------ | ----------- | ------------ | ------------------ | -------------- | -------------- |
| Plößnitz (Karte)               | Kirche      |              | 094 83485          | Baudenkmal     | Weitere Bilder |
| Plößnitz 1, 3, 4, 5, 9 (Karte) | Straßenzug  |              | 094 83486          | Denkmalbereich | Straßenzug     |

### Tröbsdorf
| Lage                                                                    | Bezeichnung    | Beschreibung     | Erfassungs- nummer | Ausweisungsart | Bild |
| ----------------------------------------------------------------------- | -------------- | ---------------- | ------------------ | -------------- | --- |
| Ca. 300 m südwestlich der Ortslage                                      | Brücke         |                  | 094 30118          | Baudenkmal     | |
| Ca. 500 m südwestlich der Ortslage                                      | Brücke         |                  | 094 30119          | Baudenkmal     | |
| Ca. 700 m südwestlich der Ortslage                                      | Brücke         |                  | 094 30120          | Baudenkmal     | |
| Östlich der Ortslage zu Burgscheidungen (Karte)                         | Brücke         |                  | 094 83548          | Baudenkmal     | Brücke |
| Westlich, oberhalb der Ortslage Burgscheidungen, Nähe Tröbsdorf (Karte) | Schleuse       | Unstrut-Schleuse | 094 83547          | Baudenkmal     | [[Vorlage:Bilderwunsch/code!/C:51.248628,11.632298!/D:Westlich, oberhalb der Ortslage Burgscheidungen, Nähe Tröbsdorf,!/\|BW]] |
| Am Biberbach (Karte)                                                    | Brücke         |                  | 094 83540          | Baudenkmal     | BW |
| Am Biberbach (Karte)                                                    | Kriegerdenkmal |                  | 094 83549          | Baudenkmal     | BW |
| Am Blindetal 28 Talstraße 29, 30, 32, 33, 37, 39, 40, 41 (Karte)        | Straßenzeile   |                  | 094 83546          | Denkmalbereich | Straßenzeile |
| Am Mühlberg 13 (Karte)                                                  | Mühle          | Mühle Oszenda    | 094 83542          | Baudenkmal     | BW |
| Talstraße (Karte)                                                       | Kirche         |                  | 094 83541          | Baudenkmal     | Weitere Bilder |
| Talstraße 33 (Karte)                                                    | Bauernhof      |                  | 094 83543          | Baudenkmal     | BW |
| Talstraße 37 (Karte)                                                    | Bauernhof      |                  | 094 83544          | Baudenkmal     | BW |
| Talstraße 40, 41 (Karte)                                                | Hof Rosenhahn  | Bauernhof        | 094 83545          | Baudenkmal     | BW |

## Ehemalige Kulturdenkmale nach Ortsteilen
Die nachfolgenden Objekte waren ursprünglich ebenfalls denkmalgeschützt oder wurden in der Literatur als Kulturdenkmale geführt. Die Denkmale bestehen heute jedoch nicht mehr, ihre Unterschutzstellung wurde aufgehoben oder sie werden nicht mehr als Denkmale betrachtet.

### Kirchscheidungen
| Lage        | Bezeichnung | Beschreibung | Erfassungs- nummer | Ausweisungsart | Bild |
| ----------- | ----------- | ------------ | ------------------ | -------------- | ---- |
| Zur Unstrut | Scheune     |              | 094 83587          |                |      |

### Laucha an der Unstrut
| Lage                   | Bezeichnung | Beschreibung                                                        | Erfassungs- nummer | Ausweisungsart | Bild |
| ---------------------- | ----------- | ------------------------------------------------------------------- | ------------------ | -------------- | ---- |
| Kieth-Straße 6 (Karte) | Wohnhaus    | Wohnhaus, nach Abbruch 2019 aus dem Denkmalverzeichnis ausgetragen. | 094 83026          | Baudenkmal     | BW   |

## Legende
In den Spalten befinden sich folgende Informationen:
- Lage: Nennt den Straßennamen und wenn vorhanden die Hausnummer des Kulturdenkmals. Die Grundsortierung der Liste erfolgt nach dieser Adresse. Der Link „Karte“ führt zu verschiedenen Kartendarstellungen und nennt die geographischen Koordinaten.
Link zu einem Kartenansichtstool, um Koordinaten zu setzen. In der Kartenansicht sind Baudenkmale ohne Koordinaten mit einem roten bzw. orangen Marker dargestellt und können in der Karte gesetzt werden. Baudenkmale ohne Bild sind mit einem blauen bzw. roten Marker gekennzeichnet, Baudenkmale mit Bild mit einem grünen bzw. orangen Marker.
- Offizielle Bezeichnung: Nennt den Namen, die Bezeichnung oder zumindest die Art des Kulturdenkmals und verlinkt, soweit vorhanden, auf den Artikel zum Objekt.
- Beschreibung: Nennt bauliche und geschichtliche Einzelheiten des Kulturdenkmals, vorzugsweise die Denkmaleigenschaften.
- Erfassungsnummer: Für jedes Kulturdenkmal wird in Sachsen-Anhalt eine 20stellige Erfassungsnummer vergeben. Die letzten zwölf Ziffern werden für die Untergliederung nach Teilobjekten genutzt und werden nur angegeben, soweit vergeben. In dieser Spalte kann sich folgendes Icon  befinden, dies führt zu Angaben zu diesem Baudenkmal bei Wikidata.
- Ausweisungsart: Die Einordnung des Denkmales nach § 2 Abs. 2 DenkmSchG LSA
- Bild: Ein Bild des Denkmales, und gegebenenfalls einen Link zu weiteren Fotos des Kulturdenkmals im Medienarchiv Wikimedia Commons. Wenn man auf das Kamerasymbol klickt, können Fotos zu Kulturdenkmalen aus dieser Liste hochgeladen werden: